# Pterolophia salebrosa
Pterolophia salebrosa là một loài bọ cánh cứng trong họ Cerambycidae.